# グアダルキビール川
グアダルキビール川（グアダルキビールがわ、スペイン語: Guadalquivir, スペイン語発音: [ɡwaðalkiˈβir]）は、スペイン・アンダルシア州を流れる河川。全長は657kmであり、イベリア半島では5番目、アンダルシア州のみを流れる河川としては最長である。流域面積は56,978km2。名称はアラビア語で「大いなる川」を意味するWadi al-Kabirに由来している。

## 名称
グアダルキビール川という現在の名称は、アラビア語で「大きな川床」を意味する「al-wādi al-kabīr」(الوادي الكبير)に由来している。古典アラビア語のWadi（ワジ）は、現代アラビア語マグリブ方言ではOuedと発音される。
古代から中世にかけて、この河川は様々な名称で呼ばれた。ローマ時代にはバエティス(Baetis)と呼ばれ、ギリシアの地理学者は「タルテッソスの川」と呼ぶこともあった。フェニキア、ギリシア、ローマから入植者がやってくる前、この地域の居住者はこの河川をKertisやPerkesと呼んだ。

## 地理
1,007kmのタホ川（テージョ川）、910kmのエブロ川、897kmのドゥエロ川（ドウロ川）、744kmのグアディアナ川に次いで、イベリア半島で5番目に長い河川である。グアディアナ川はスペインとポルトガルの2か国を流れる河川であり、スペイン領部分の長さは602kmであるため、スペイン領部分の長さを比較するとスペインで4番目に長い河川である。
バエティコ山系のカソルラ山地、ハエン県ケサーダに源を発し、南西に流れてコルドバやセビリアなどの大都市を通り、カディス湾 (大)のサンルーカル・デ・バラメーダ付近で大西洋に注ぐ。
河口部の大規模な湿地はラス・マリスマスと呼ばれる。ドニャーナ国立公園と接している。スペインで唯一大型船が航行可能な河川であり、現在はセビリアまで航行できるが、ローマ時代にはコルドバまで航行できた。河口部のドニャーナ国立公園および旧河道の「ブラソ・デル・エステ」はラムサール条約登録地である。
タルテッソス古代王国の場所は特定されていないが、グアダルキビール川の河口に位置していたとされている。

## 歴史
フェニキア人は最初の交易所を設立し、貴金属を取り扱った。紀元前2世紀にヒスパリス（現在のセビリア）に入植したローマ人は、この河川をBetis Baetisと名付け、ヒスパリスに重要な川湊を築いた。紀元前1世紀までにはヒスパリスは城壁に囲まれた都市となり、その造船所では小麦を運搬する大型船が建造された。紀元1世紀にはヒスパリスがローマ海軍の艦隊全体の拠点となった。鉱石、塩、魚など、様々な品物を積んだ船がローマに向けて出港した。
アンダルシア地方がイスラーム教徒の支配下にあった712年から1248年、ムーア人は港の防衛を強化するために石造のドックとトーレ・デル・オロ（黄金の塔）を築いた。13世紀半ばにはキリスト教徒がイスラーム教徒からアンダルシア地方を奪還した。13世紀にはフェルナンド3世が造船所を拡張し、賑わうセビリア港からは穀物、オリーブオイル、ワイン、羊毛、皮革、チーズ、蜂蜜、蝋、ナッツ、ドライフルーツ、干魚、金属、絹、麻布、染料がヨーロッパ中に向けて輸出された。
15世紀末にスペイン人がアメリカ大陸を「発見」すると、セビリアはスペイン帝国の経済の中心地となった。セビリア港は大西洋をまたぐ海洋交易を独占し、カーサ・デ・コントラタシオン（通商院）が権勢をふるった。グアダルキビール川の航行は次第に困難を増し、セビリアが独占していた交易はやがて大西洋のカディス湾に面するカディスに移行していった。1794年にはコルタ・デ・メルリーナと呼ばれる人工的な運河が建設され、セビリア港の近代化が開始された。
2005年から2010年の5年間かけて潮位調節のための作業が行われ、2010年11月後半に新セビリア水門が稼働を開始した。

### 洪水

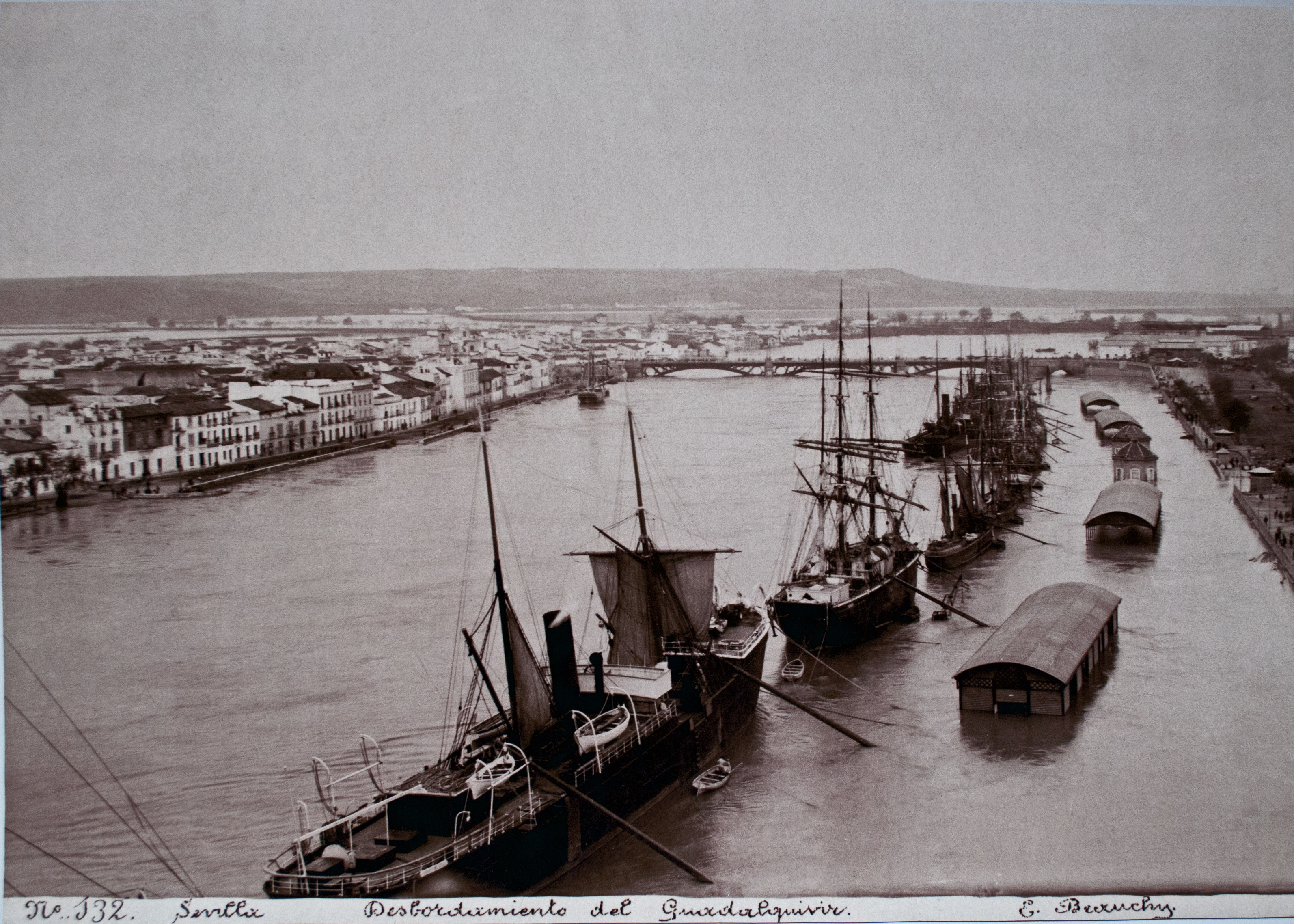
1892年セビリア洪水

グアダルキビール川は大規模な洪水を何度も起こしている。1963年のセビリア洪水の際には6,000m3という水量を記録している。
2010年2月-3月の豪雨の際にはセビリア県・コルドバ県・ハエン県の農村部で深刻な洪水が発生した。同年2月の累計降水量は250リットル/m2を超えた。3月にはグアダルキビール川んいくつかの支流が洪水をおこし、1,500世帯以上が浸水した。3月6日にはコルドバでの水量が2,000m3に、セビリアでの水量が2,700m3に達している。同年8月にはハエン県・コルドバ県・セビリア県で洪水が起こり、コルドバ県で3人が死亡した。

### 水車

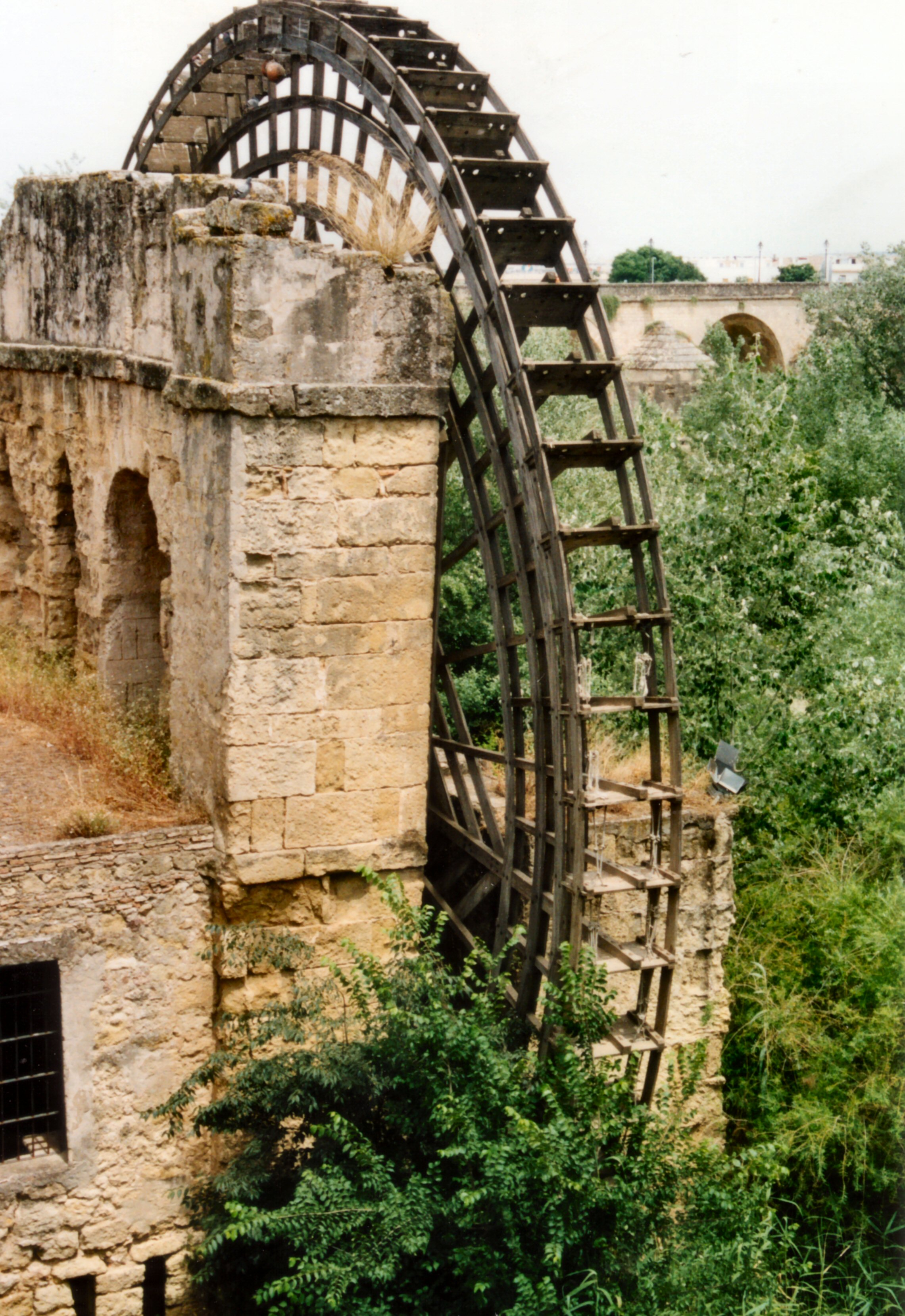
コルドバに再建された水車

再建された水車がコルドバのグアダルキビール河岸に位置している。モリーノ・デ・ラ・アルボラフィア水車はもともとローマ人によって建てられ、近隣のアルカサル庭園や製粉所に水を供給していた。コルドバの城・王宮であるキリスト教徒の王たちのアルカサルにはイスラーム時代にはカリフが居住し、後にはスペイン王室が使用した。

### 汚染
1998年4月にはドニャーナ災害（アスナルコリャール災害またはグアディアマール災害とも）と呼ばれる産業事故が起こった。セビリア県アスナルコリャール付近のロス・フライレス鉱山に設置されていた仮設ダムが決壊し、400-500万m2の鉱業廃棄物がグアダルキビール川に流出したのである。この事故ではドニャーナ国立公園も影響を受けている。

## 施設

### 橋

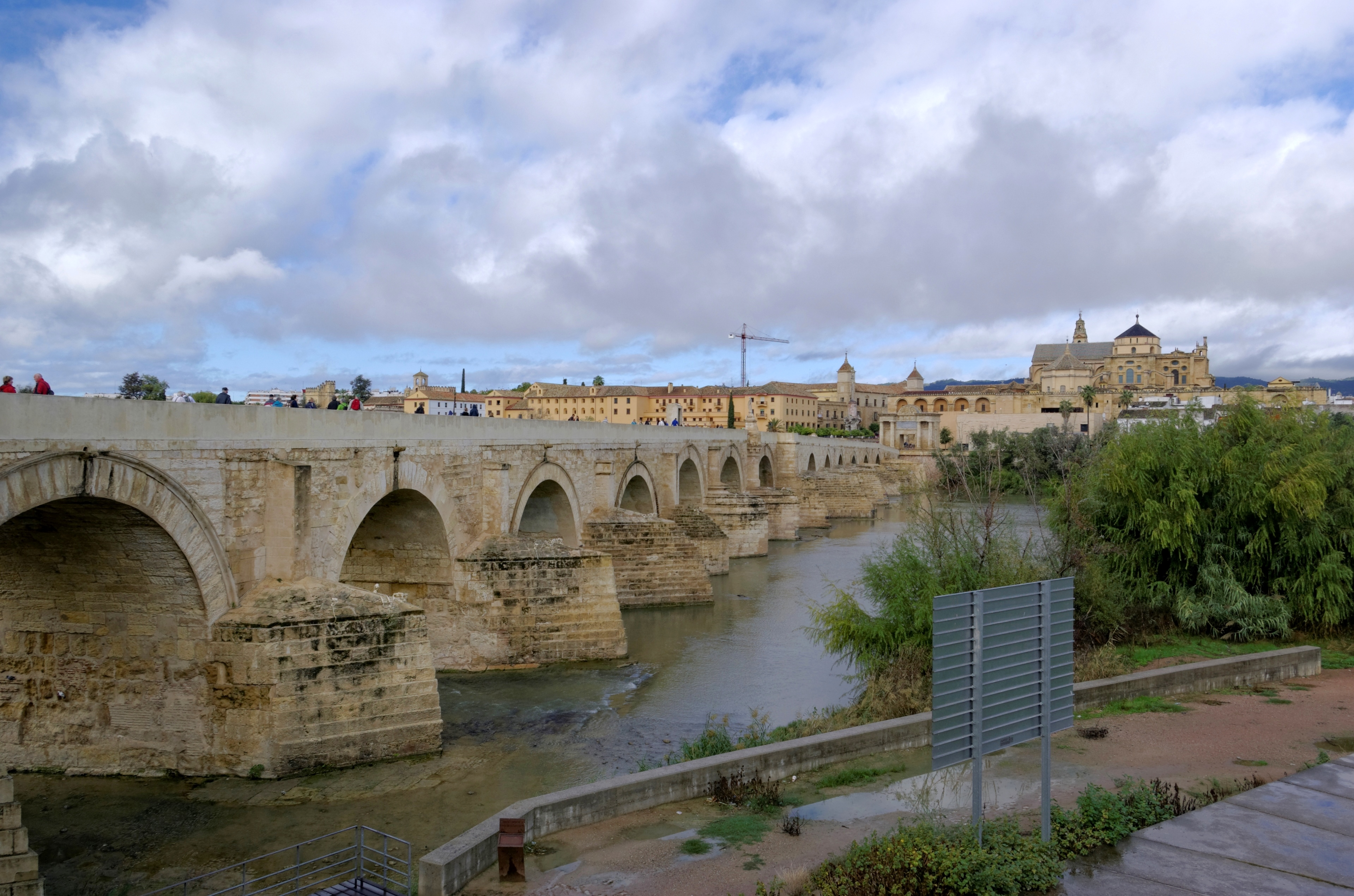
コルドバのローマ橋

グアダルキビール川には数多くの橋が架かっているが、現存するもっとも古い橋のひとつにコルドバのローマ橋が挙げられる。セビリアには1992年完成のアラミーリョ橋、1852年完成のイサベル2世橋（トリアーナ橋）、1972年完成のシンコ・センテナリオ橋などがある。

### ダム
1929年から1944年には、フランコ政権の水力発電計画の一環として上流部にエル・トランコ・デ・ベアス・ダムEl Tranco de Beas Damが建設された。ハエン県のウベダ、ペアル・デ・ベセーロ、トレペロヒルの各自治体にまたがってドニャ・アルドンサ・ダムがある。

### 港湾
グアダルキビール川の最重要港はセビリア港である。セビリア港湾局がセビリア港の管理などを担当している。
セビリア港の入口は水位を調節できる水門で保護されており、港は潮の影響から解放されている。セビリア港は公共の停泊地が27,000m2、民間の停泊地が11,000m2ある。これらのドックや停泊地は、固体貨物・液体貨物、RO-RO船貨物、コンテナ貨物、民間船やクルーズ船のために使用されている。
2001年のセビリア港は、300万トンの固体貨物、160万トンの一般貨物、26万4000トンの液体貨物を含む計490万トンの貨物を取り扱った。約1500の貨物船がセビリア港に入港し、10万1000TEUのコンテナ貨物が持ち込まれた。

## 支流
左岸（南岸）
- グアディアナ・メノール川（スペイン語版）
- グアダルブリョン川（スペイン語版）
- グアダホス川（スペイン語版）
- ヘニル川
- コルボネス川（スペイン語版）
- グアダイラ川（英語版）

右岸（北岸）
- グアダリマール川（英語版）
- ハンドゥラ川（スペイン語版）
- ジェグアス川（スペイン語版）
- グアダルメリャート川（英語版）
- グアディアート川（スペイン語版）
- ベンベサル川（スペイン語版）
- ビアール川（スペイン語版）
- ウエルバ川（スペイン語版）
- グアディアマール川（英語版）

## ギャラリー

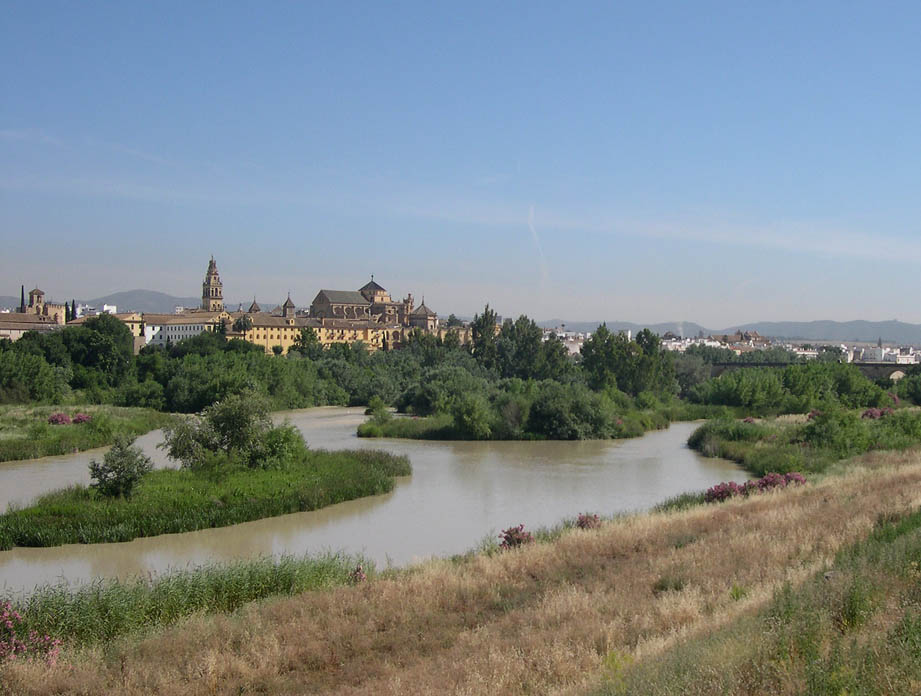
コルドバ市街地
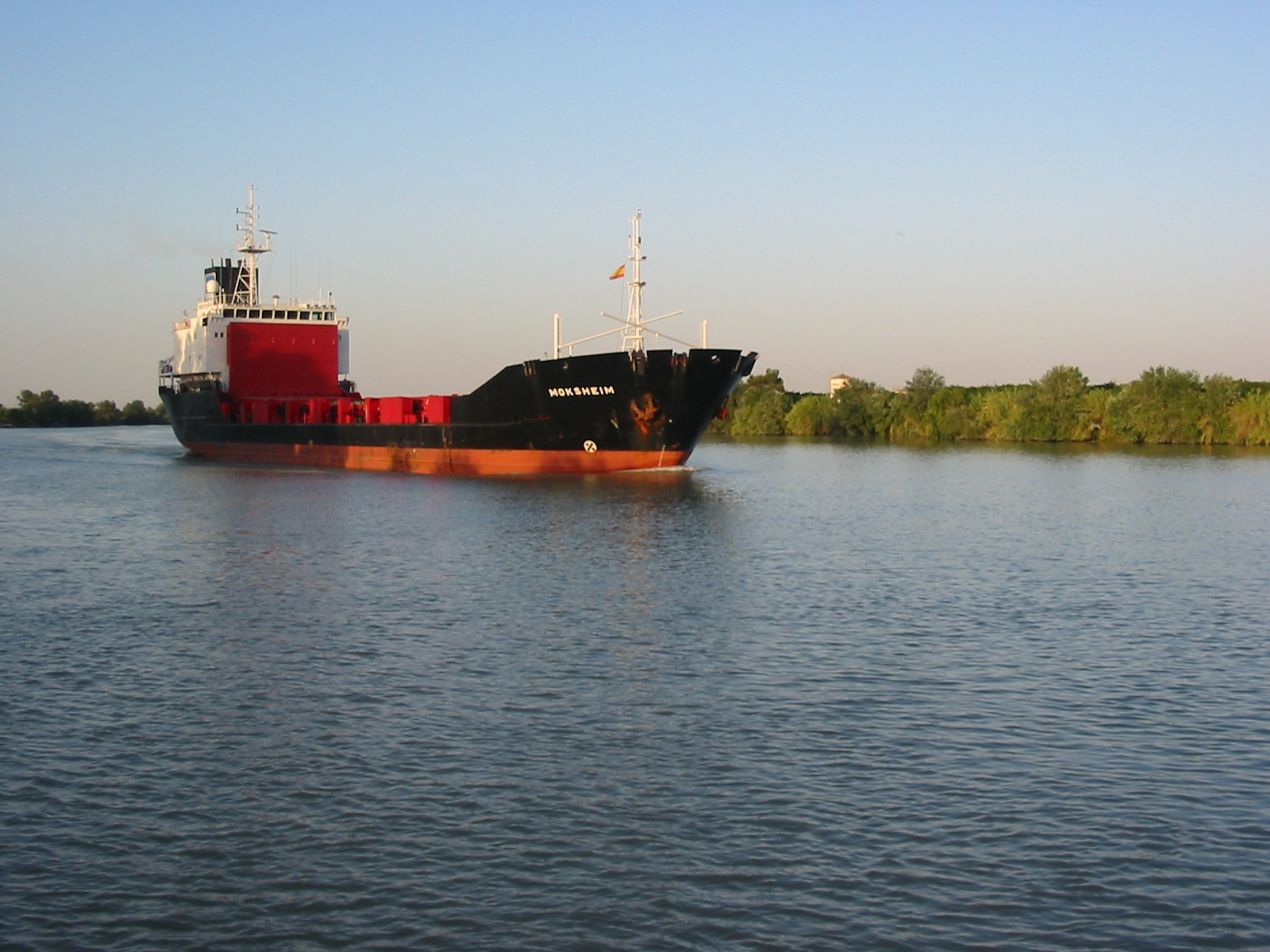
セビリア県コリア・デル・リオ付近
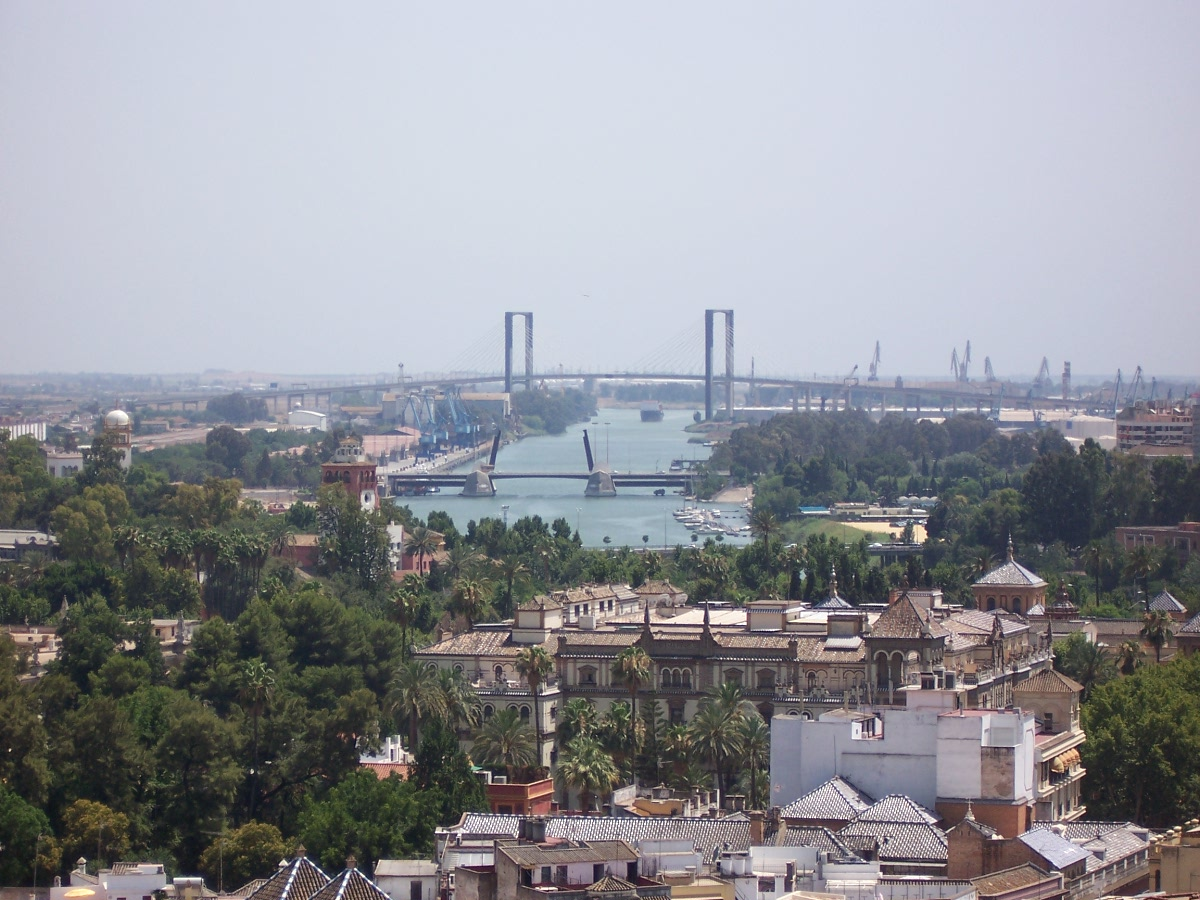
セビリアのキント・センテナリオ橋
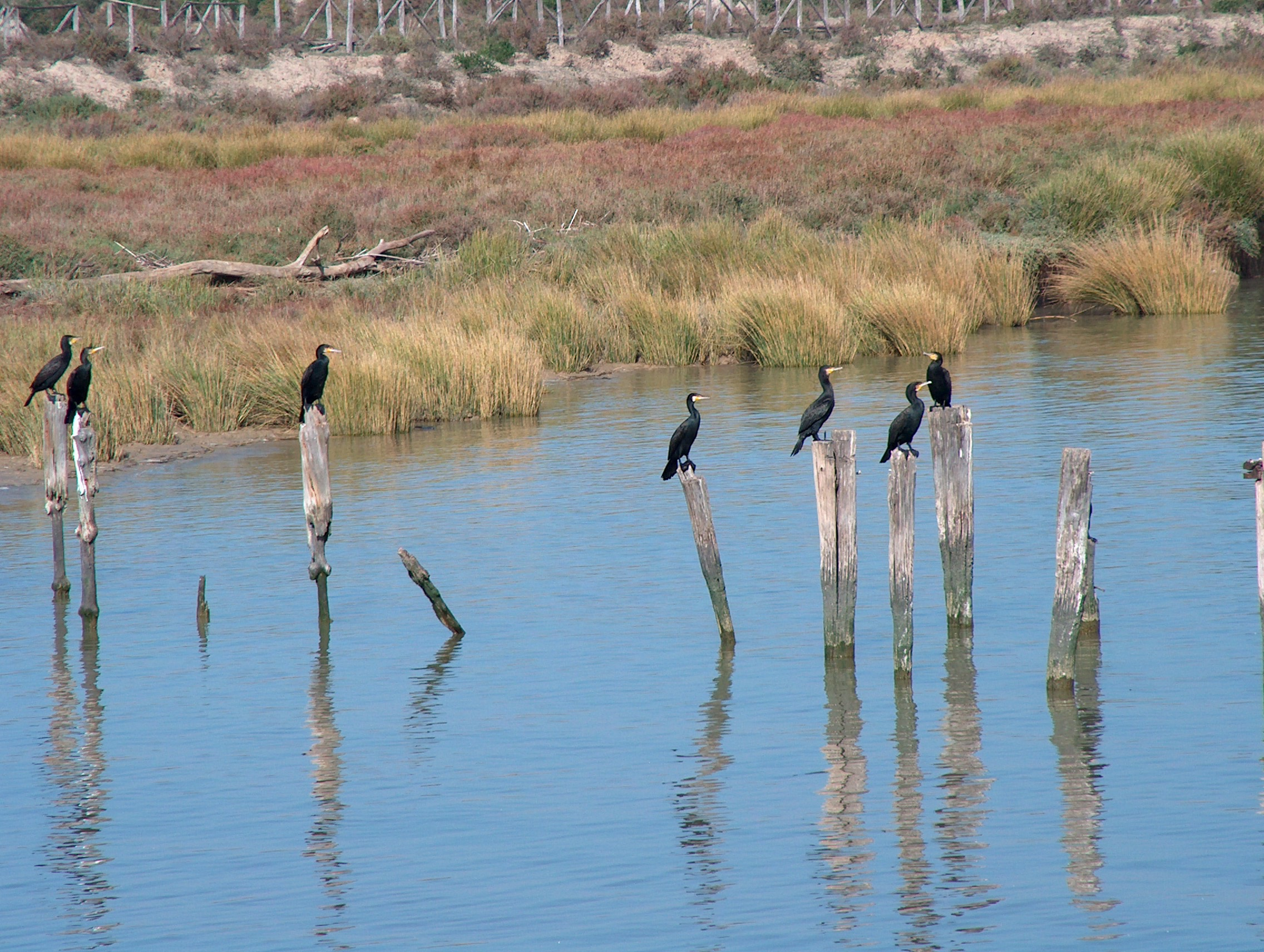
ドニャーナ国立公園に生息するウ